# Platyphoca
Platyphoca — вимерлий рід тюленів з неогенових морських відкладень у басейні Північного моря.

## Скам'янілості
Є два визнаних види Platyphoca, P. vulgaris і P. danica. P. vulgaris відомий з морських відкладень пліоцену в Антверпені в Бельгії, тоді як скам'янілості P. danica були знайдені в формації Грама тортонського віку в Данії.